# Église Notre-Dame de Port-Sainte-Marie

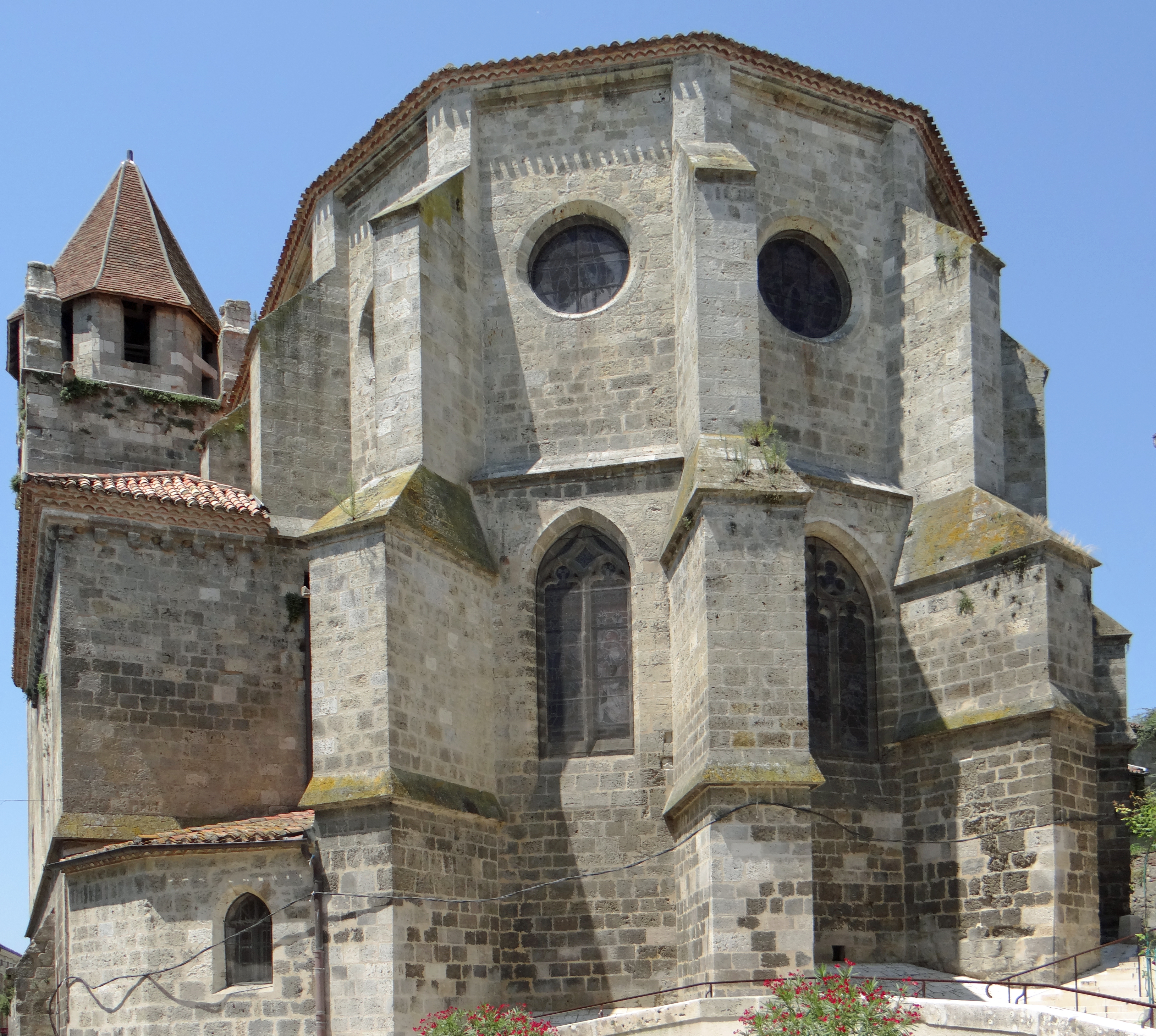
Le chevet de l'église.

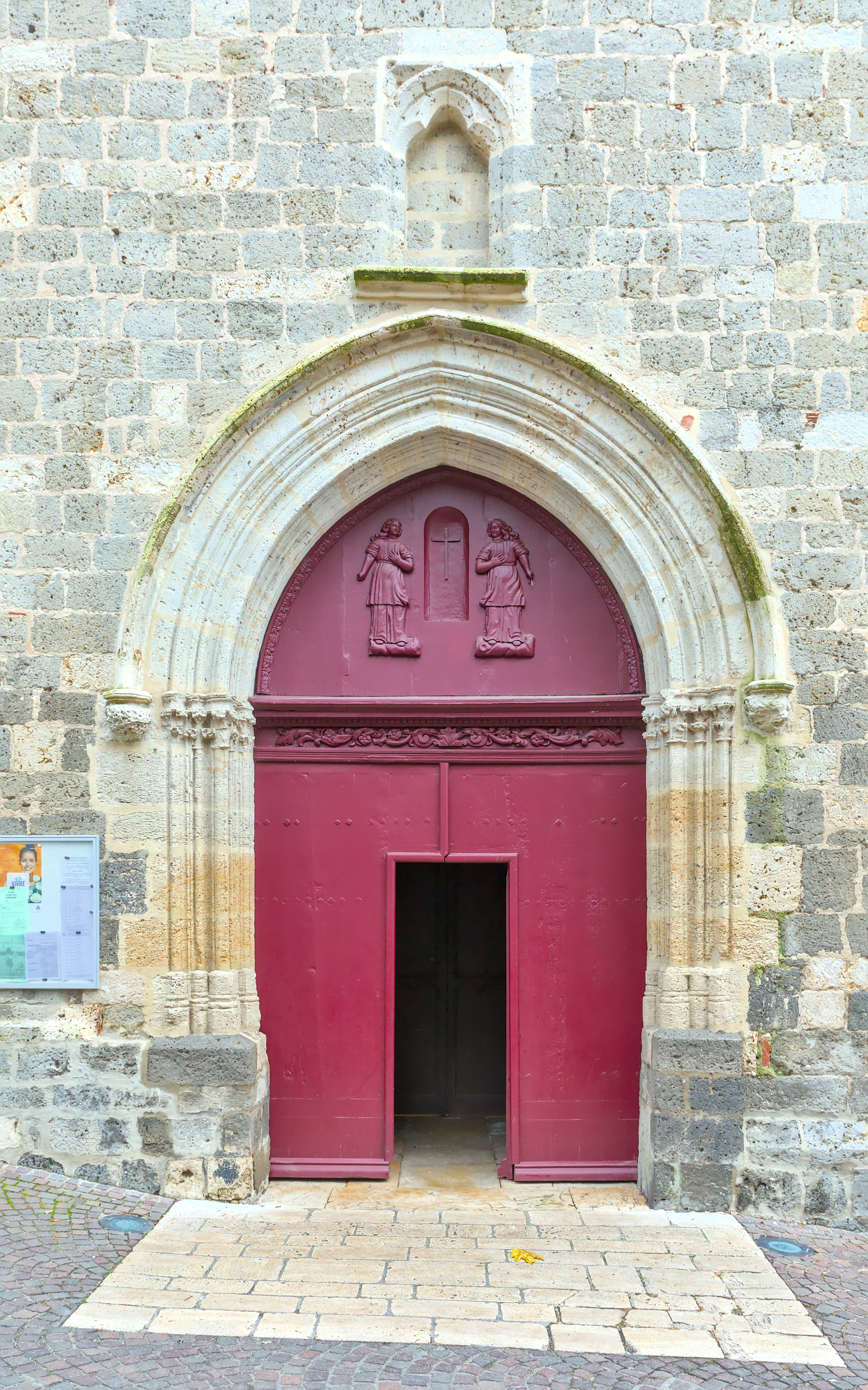
Le portail principal.

Pour les articles homonymes, voir Église Notre-Dame.
L'église Notre-Dame est située à Port-Sainte-Marie, dans le département de Lot-et-Garonne, en France.

## Historique
L'église a été fondée par le chapitre du collégiale Saint-Caprais d'Agen, au XIe ou XIIe siècle. Elle a été placée sous la protection du pape Innocent III en 1213.
Elle est reconstruite au début du XIVe siècle. Le chantier est interrompu à la hauteur de la naissance des voûtes de la nef. C'est probablement au XVe siècle qu'a été construite une chapelle (ou l'ancienne sacristie ?), au sud, entre les contreforts de la travée droite du chœur. Une autre chapelle est aménagée dans la première moitié du XVIe siècle à l'amorce de l'abside, pour la famille Raymond de Lagarde.
Le vicaire Jean Vallier ordonne de terminer le pavement et le clocher au cours de sa visite, en 1551. L'église est toujours en travaux en 1557.
L'église est occupée par les protestants en 1561. Elle est endommagée lors de l'occupation de la ville par l'armée des Princes (le prince de Navarre le prince de Condé et l'amiral de Coligny), en 1569-1570 (la ville est prise par l'armée protestante qui voulaient franchir la Garonne, le 29 novembre 1569.
Le clocher n'était pas couvert en 1594. Le maître-autel est de nouveau consacré par l'évêque Nicolas de Villars, en 1594.
Une importante campagne de restauration est conduite en 1855 sous la conduite par l'architecte diocésain Georges Bourrières : surélévation des murs et voûtement de la nef et du chœur. La restauration du clocher est ajournée en 1856. Elle est inaugurée en 1868 après la réalisation du décor peint.
La toiture du clocher est réparée en 1892. La couverture est reprise en 1913-1914 sous la direction de l'architecte Henri Rapine.
Des travaux de restauration des voûtes et de la toiture sont par l'architecte en chef des monuments historiques François Corouge entre 1993 et 1999.
L'église Notre-Dame a été classé au titre des monuments historiques en 1912,.

## Description
L'église se compose d'une nef de deux travées se terminant par un chœur à sept pans. Des chapelles voûtées d'ogives sont aménagées entre les contreforts. Les voûtains des voûtes sont en brique. Un escalier à vis a été bâti à l'intérieur du massif occidental.

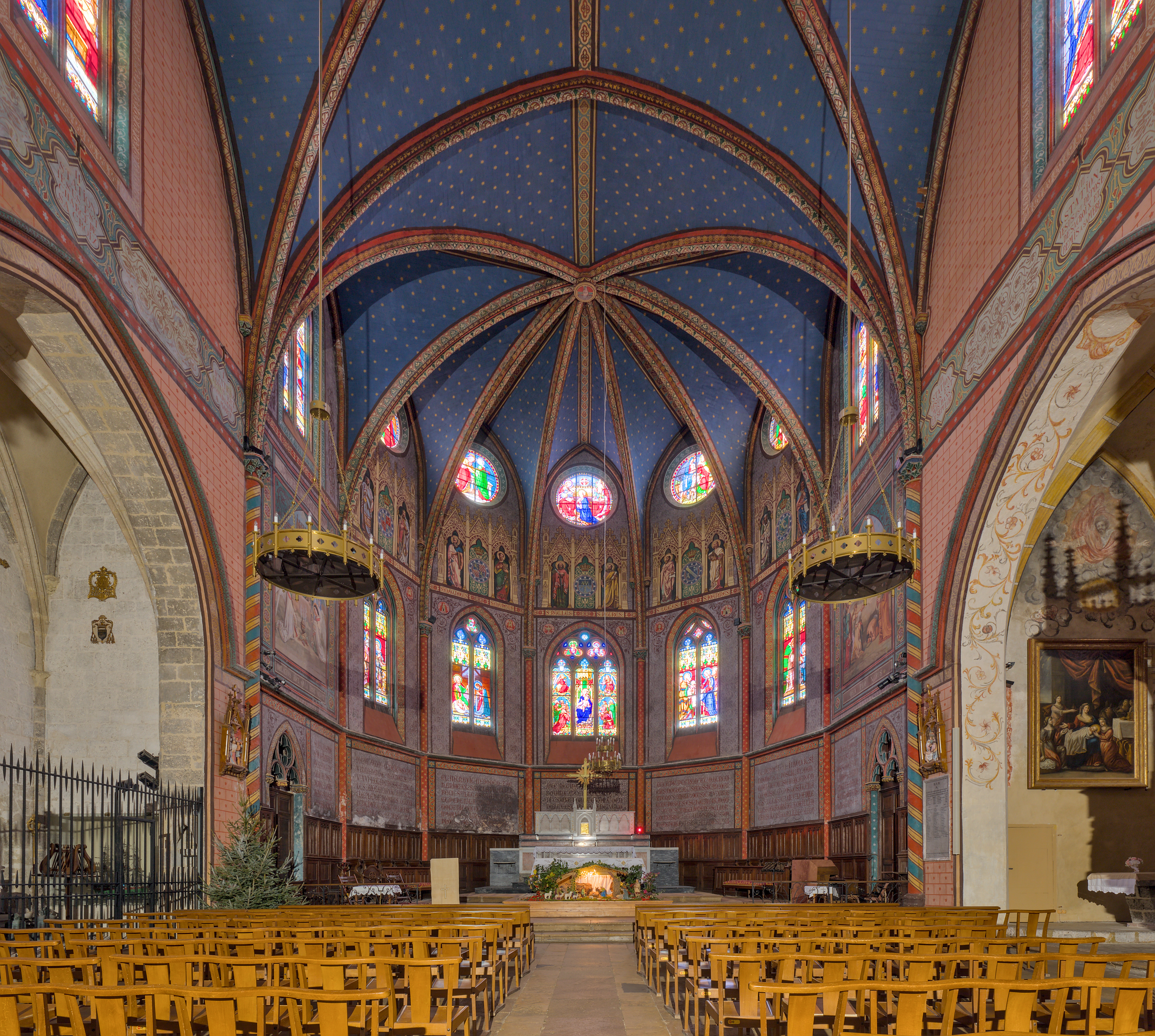
L'avant de la nef et le chœur.
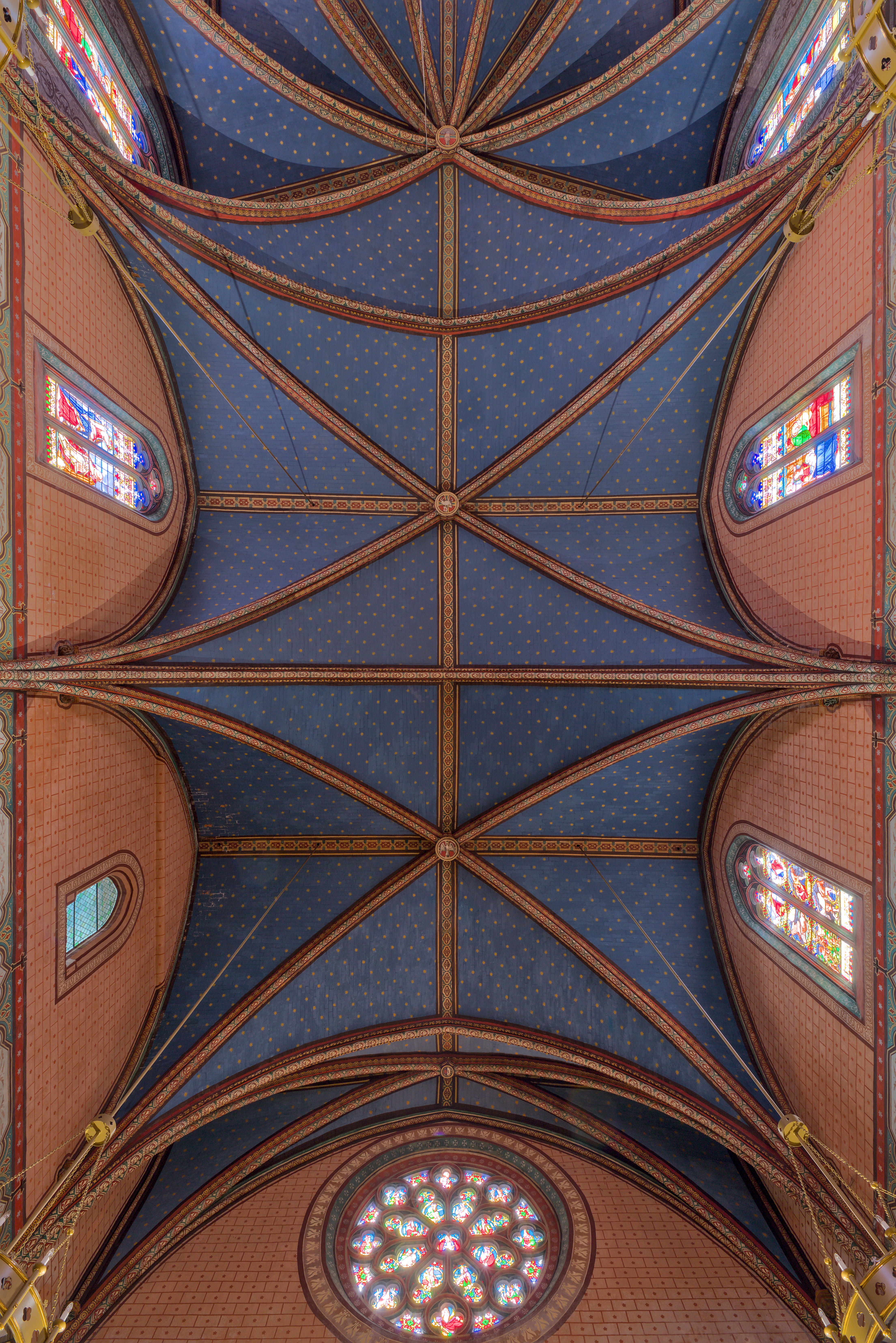
Le plafond voûté.
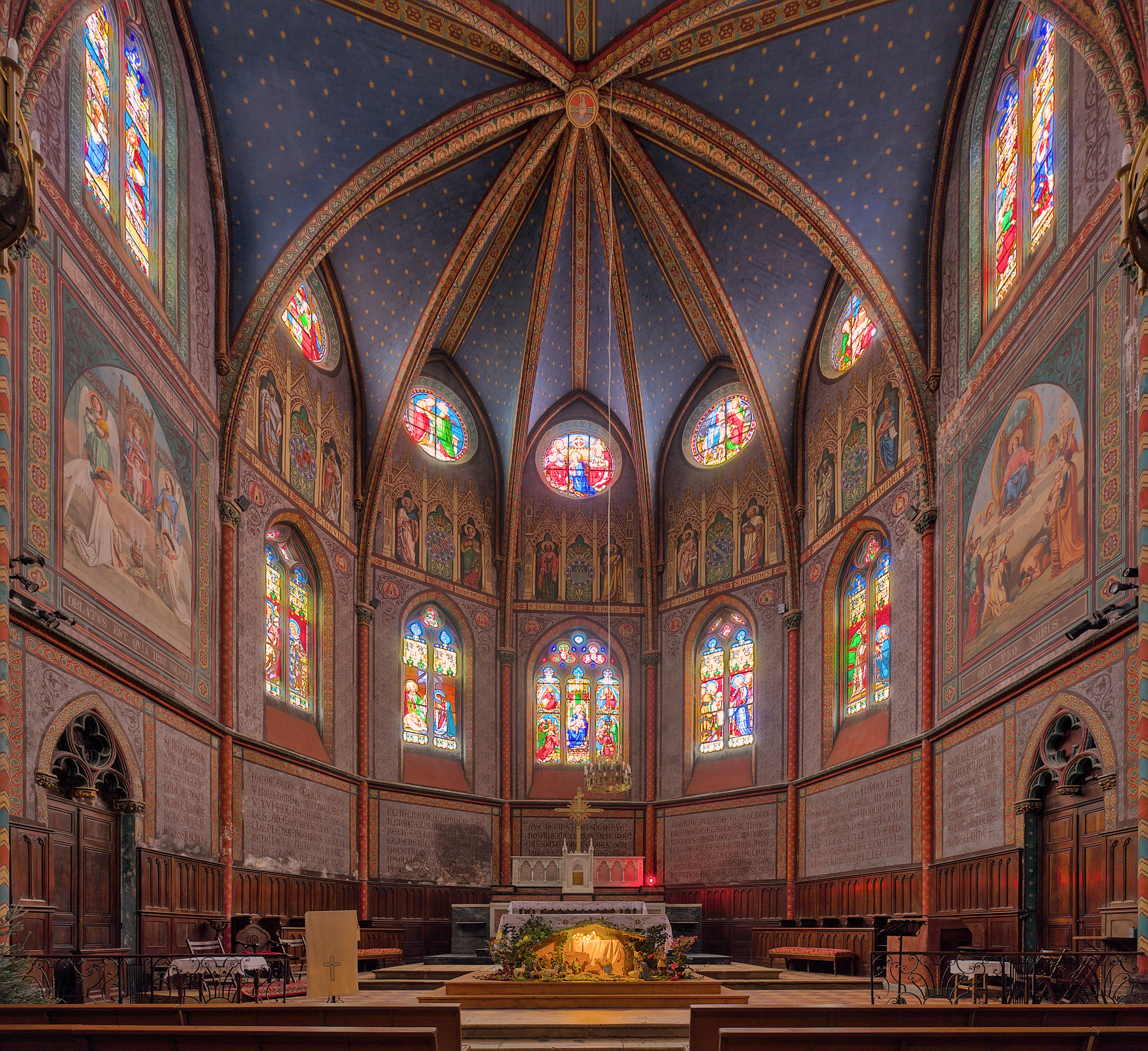
Le chœur.
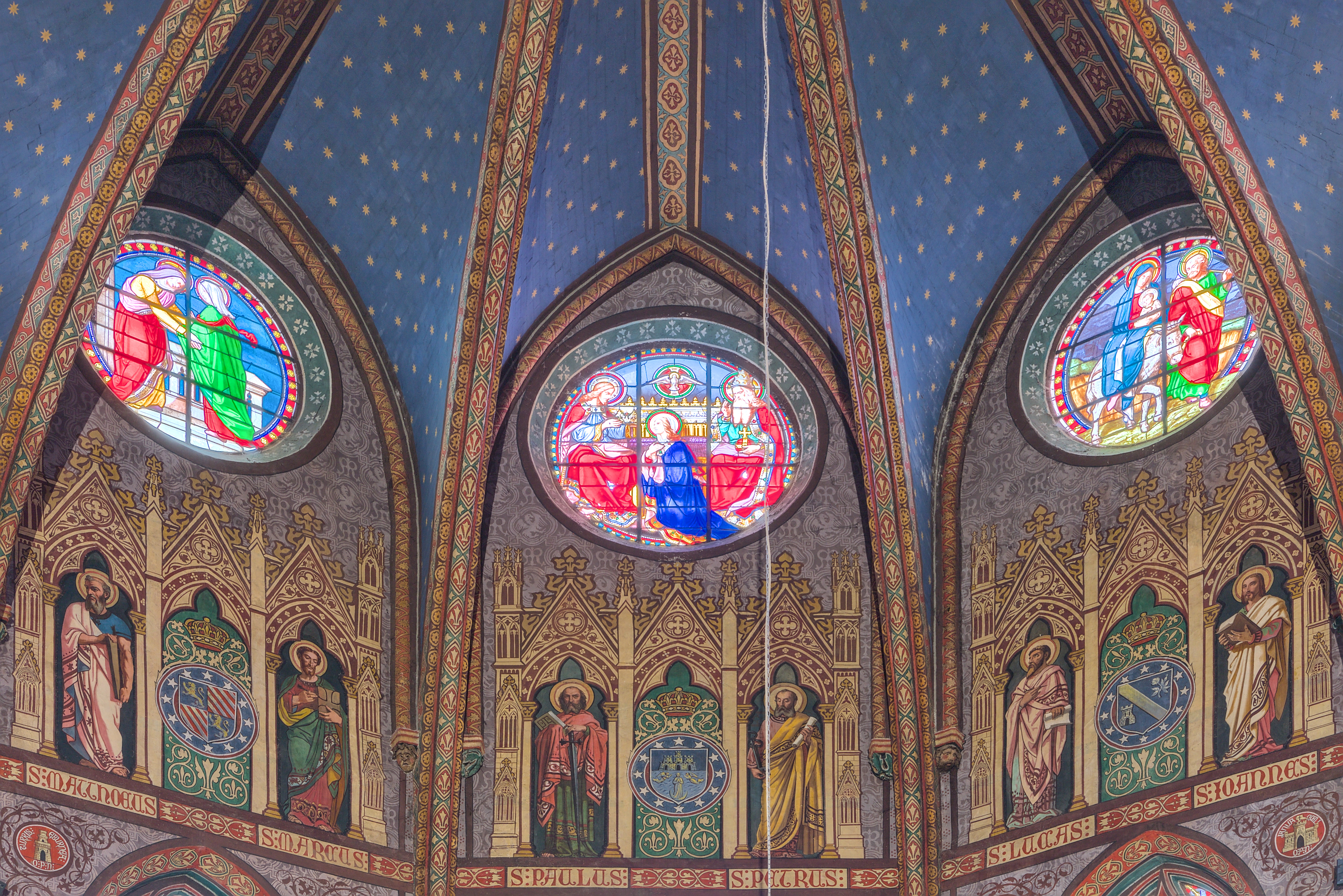
Détail du chœur.

## Mobilier et décoration
Les vitraux ont été réalisés par Joseph Villiet, peintre-verrier de Bordeaux, en 1857. Elles sont classées au titre immeuble en 1912.

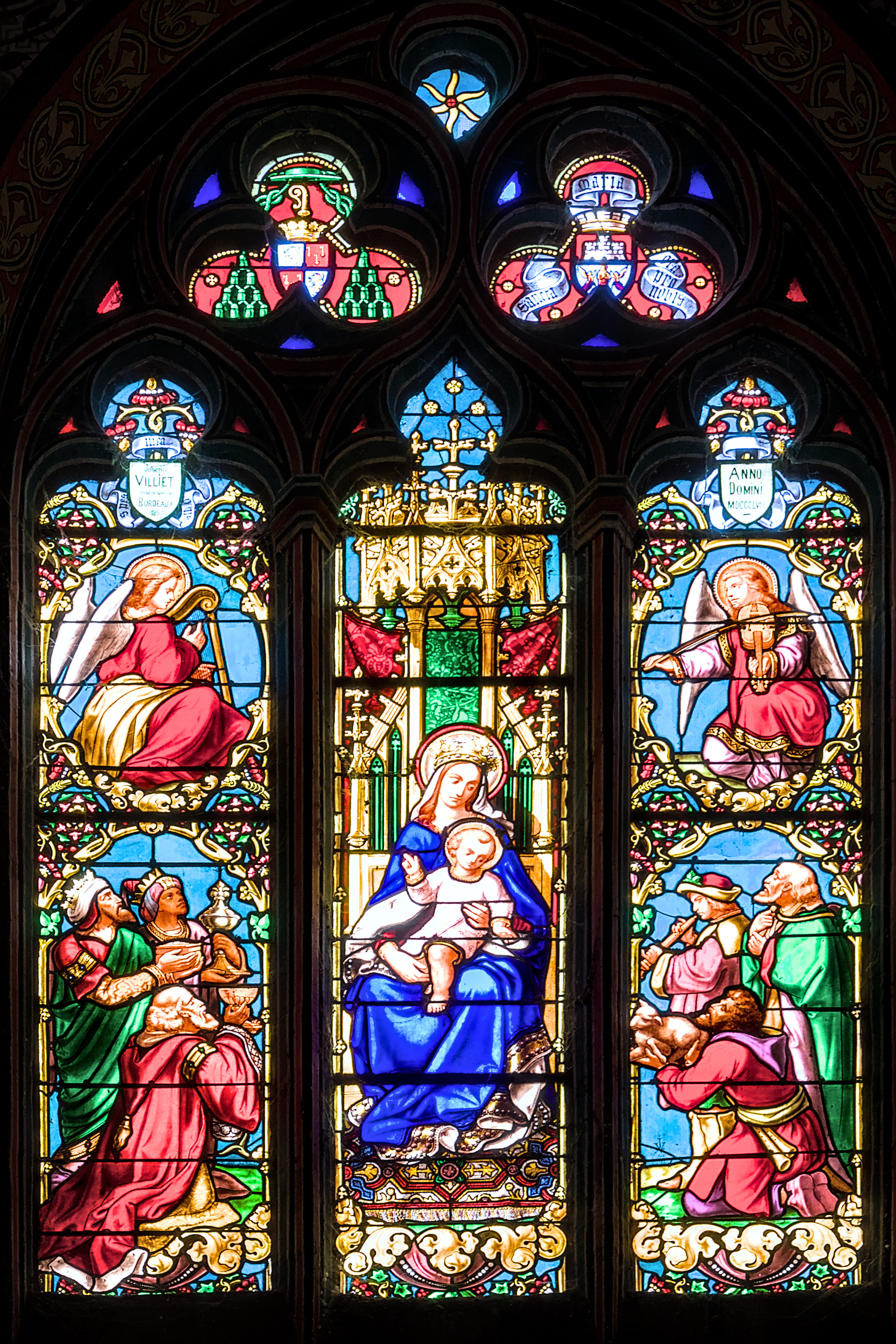
Vitrail de Joseph Villiet : Vierge à l'Enfant en majesté entre l'Adoration des mages et l'Adoration des bergers, surmontées d'anges musiciens
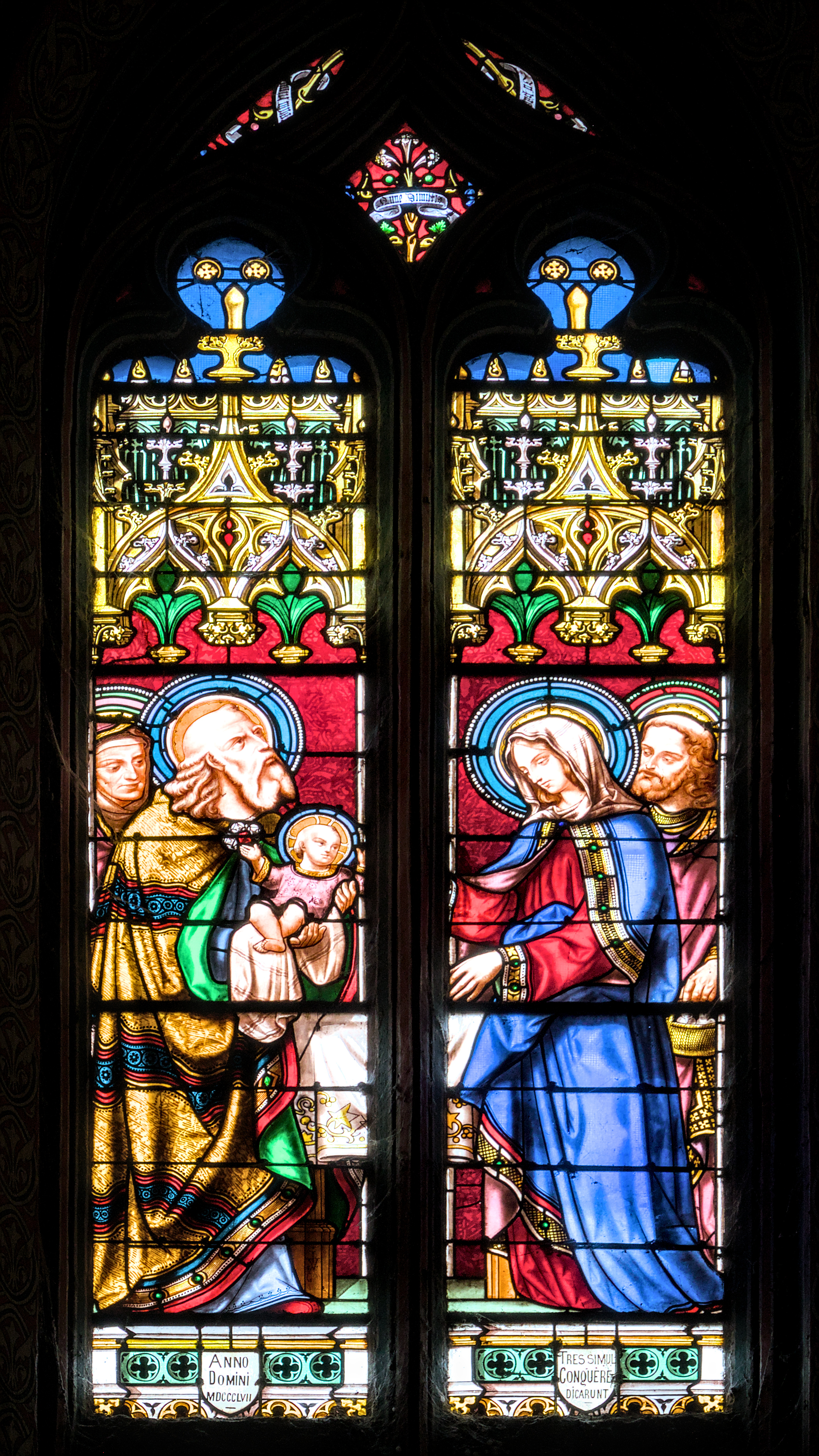
Vitrail de Joseph Villiet : la Présentation au Temple
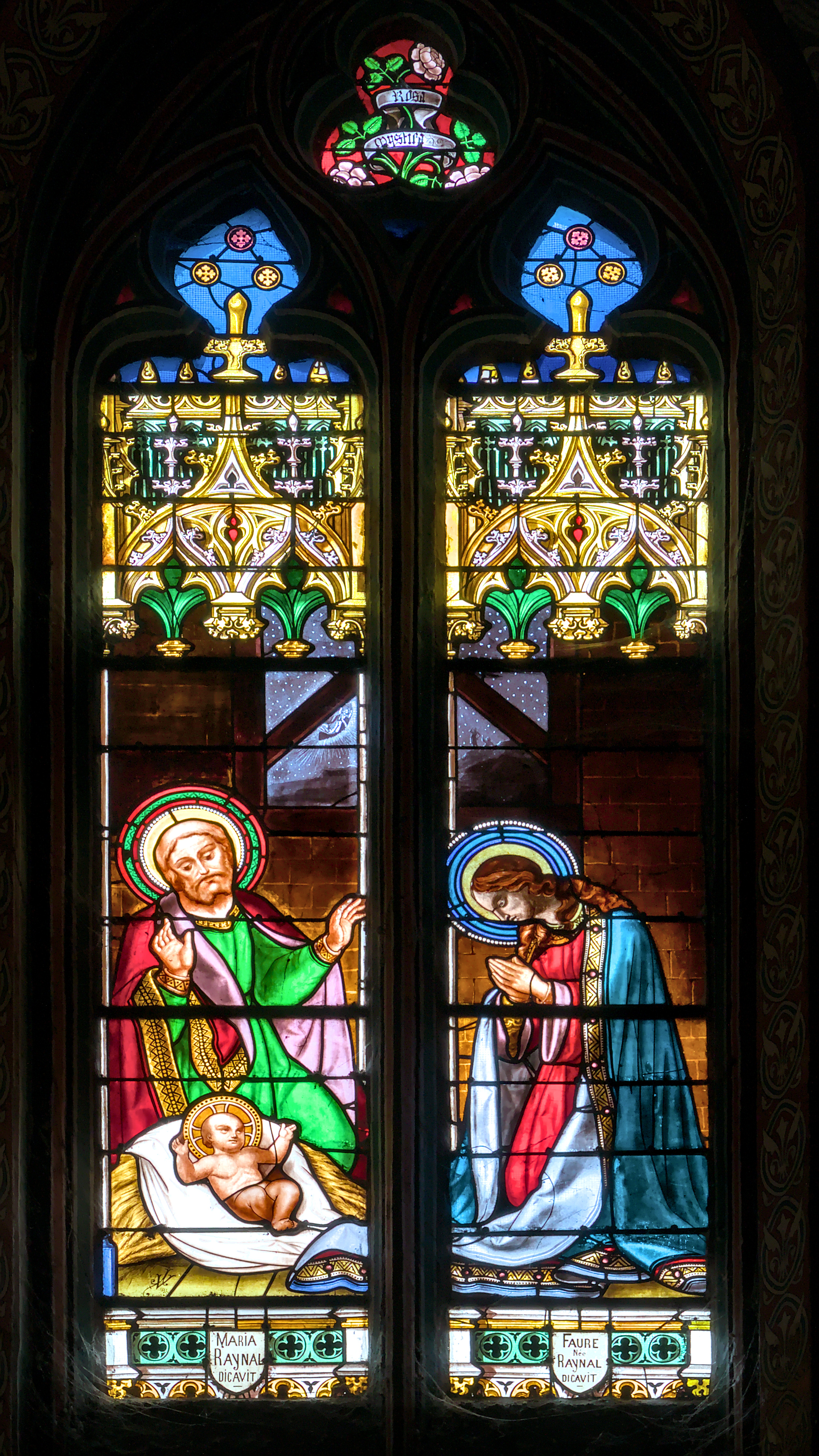
Vitrail de Joseph Villiet : la Nativité
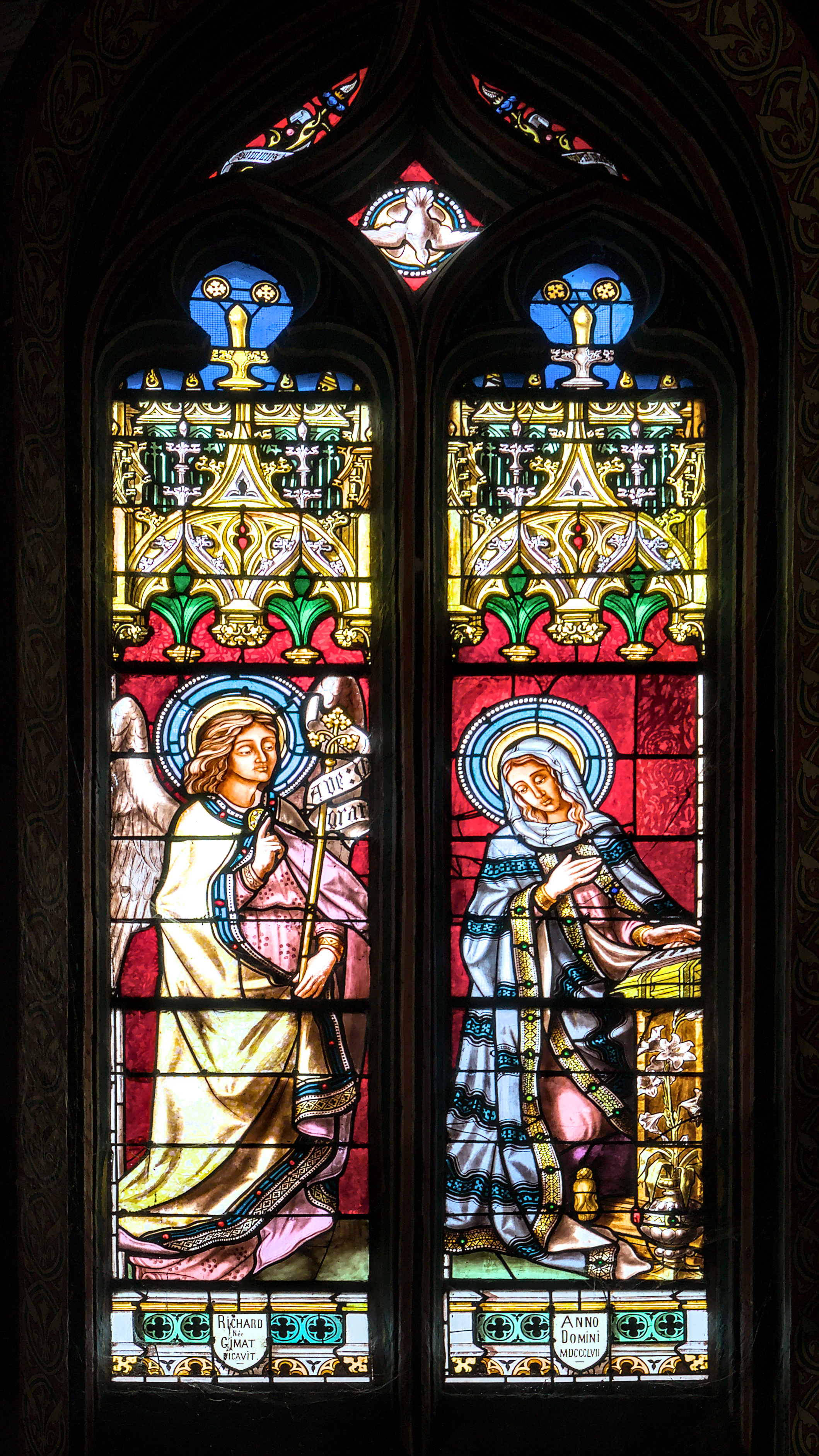
Vitrail de Joseph Villiet : l'Annonciation
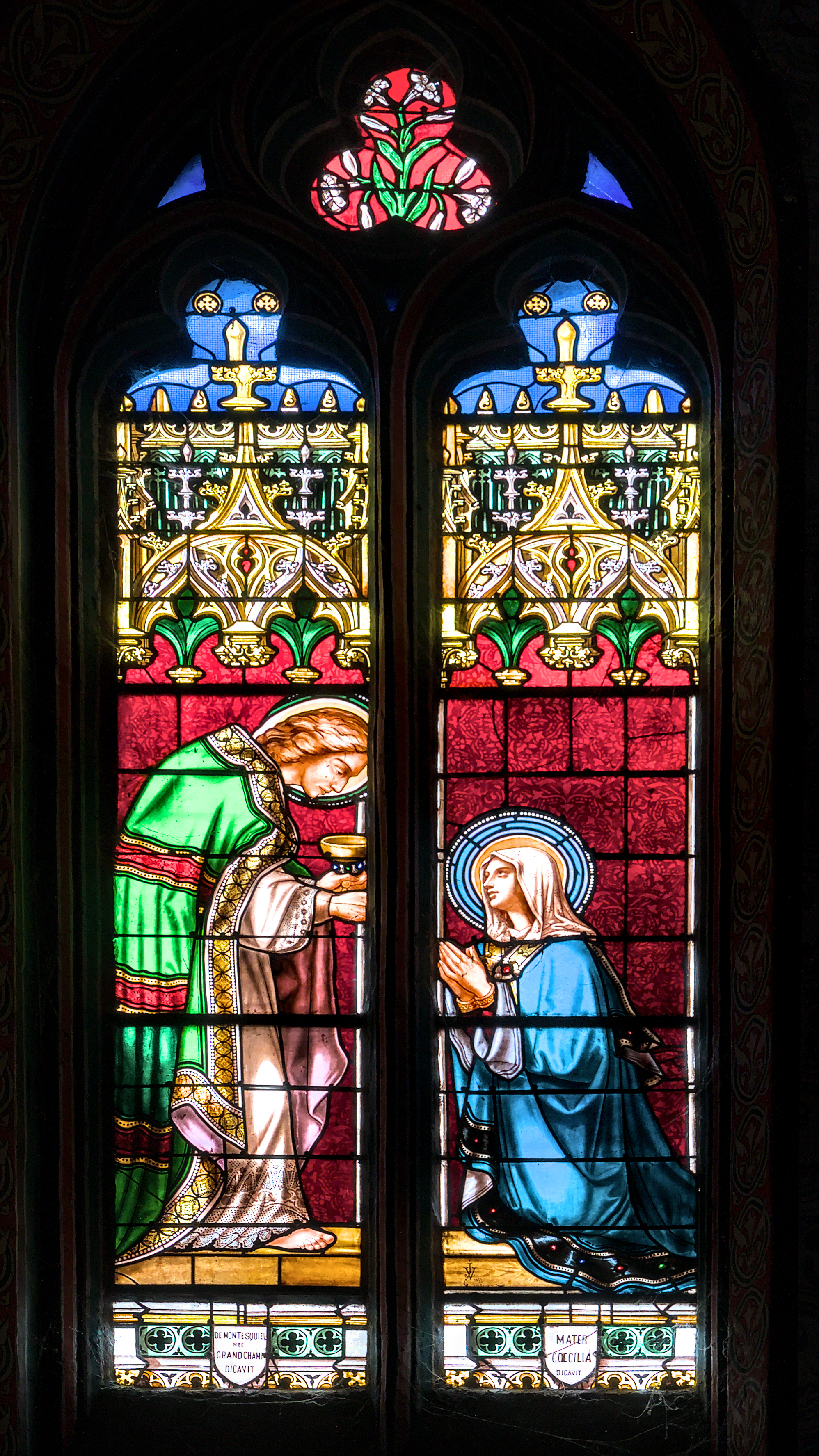
Vitrail de Joseph Villiet : Saint-Jean donnant la communion à la Vierge

L'ensemble de peintures monumentales réalisées en 1869 par le peintre Adolphe Brucker a été classé au titre immeuble en 1912.
La chaire à prêcher date de la seconde moitié du XIXe siècle. Un ensemble de 21 bâtons de confrérie a été classé au titre objet en 1941.

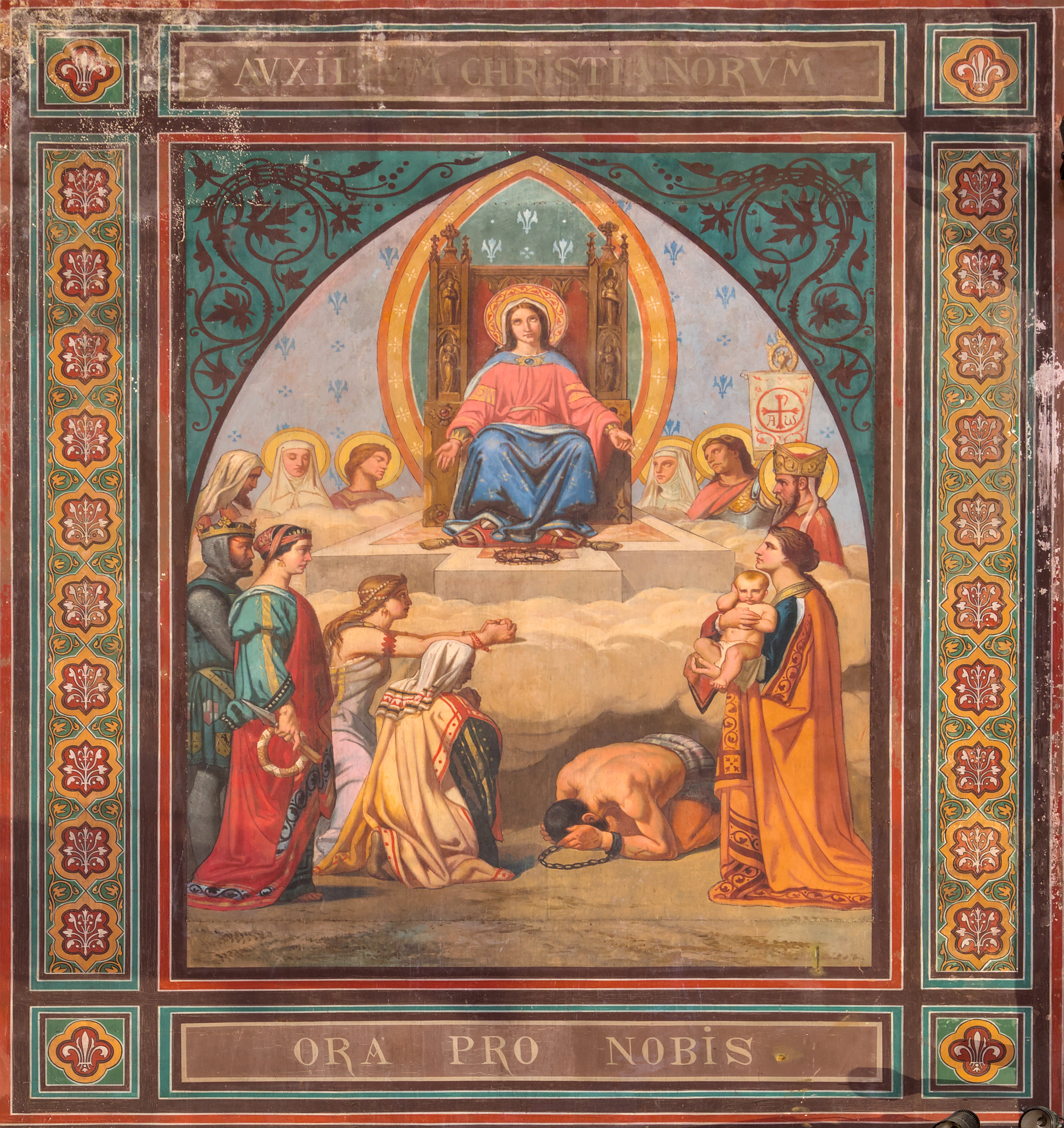
Peinture murale d'Adolphe Brucker : la Vierge trônant dans les nuées entourée de saints
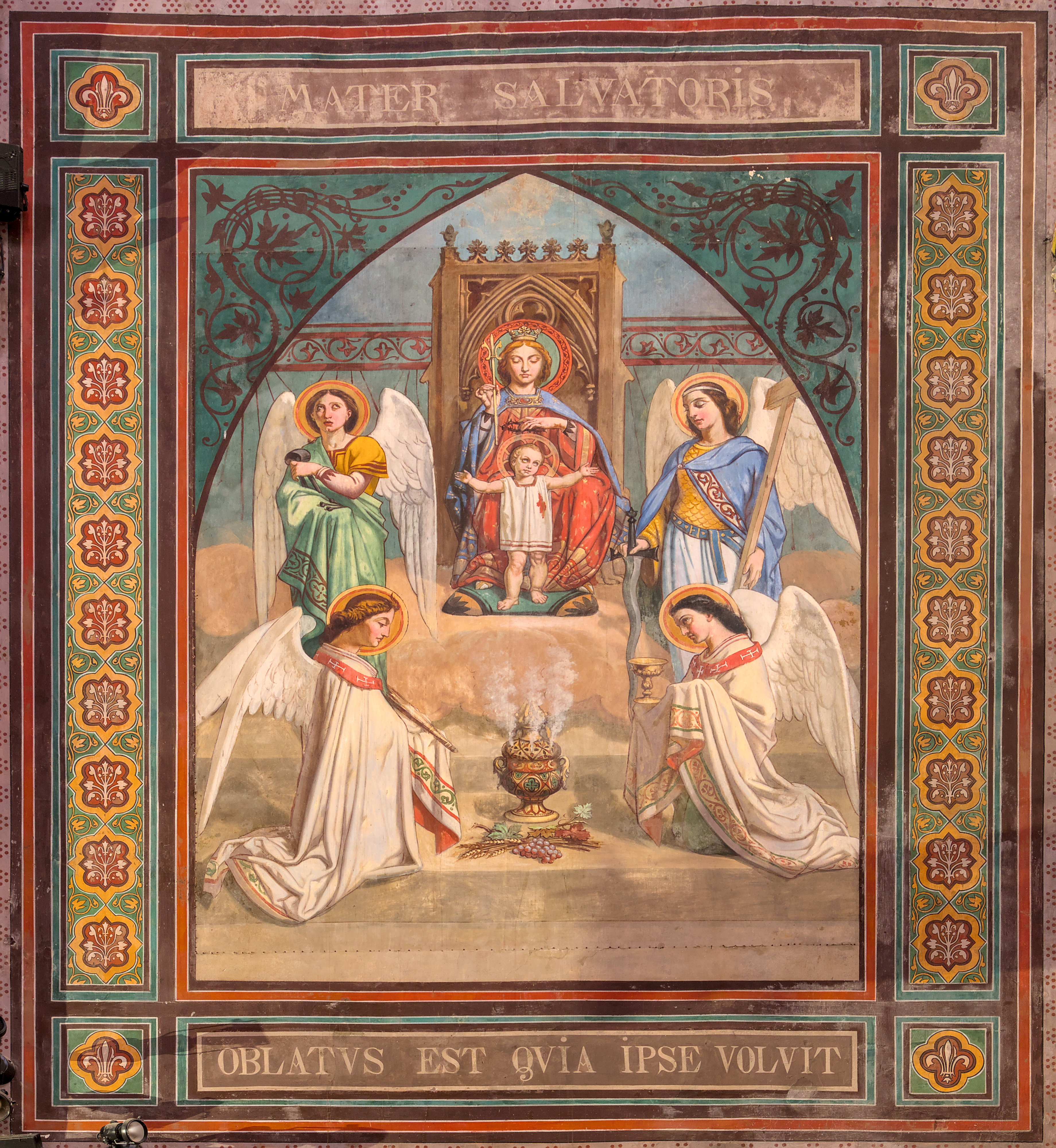
Peinture murale d'Adolphe Brucker : la Vierge en majesté et l'Enfant, entouré de saints et d'anges
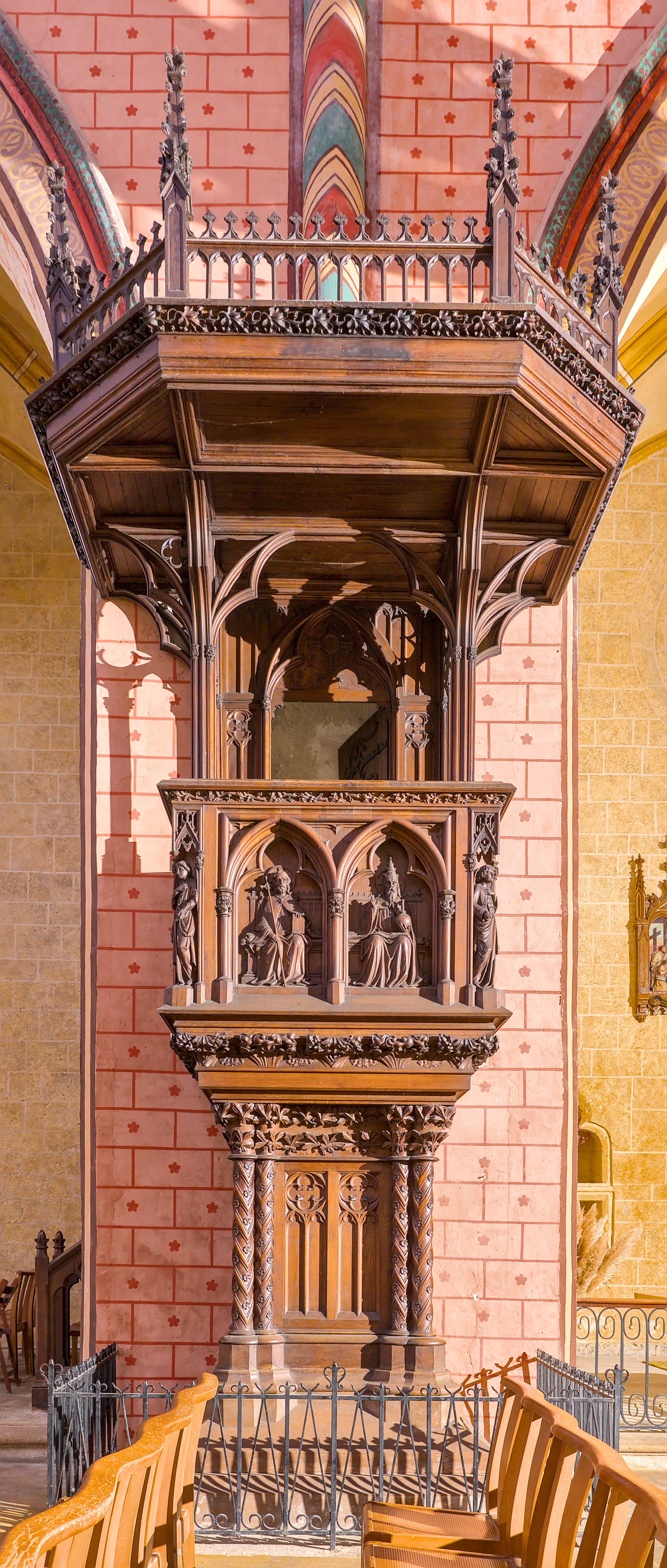
Chaire à prêcher
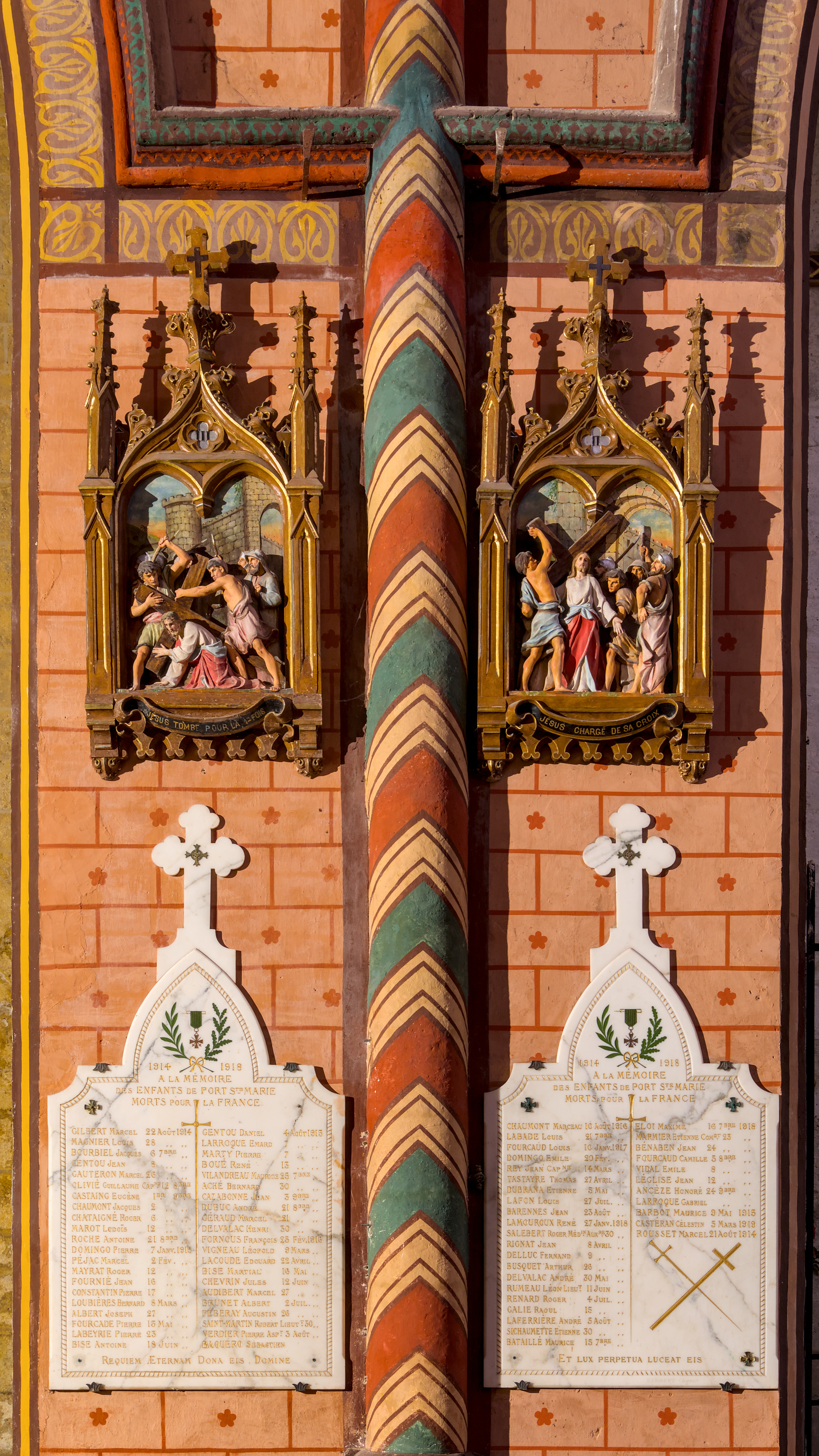
Colonne peinte, stations de la Croix et monument aux morts
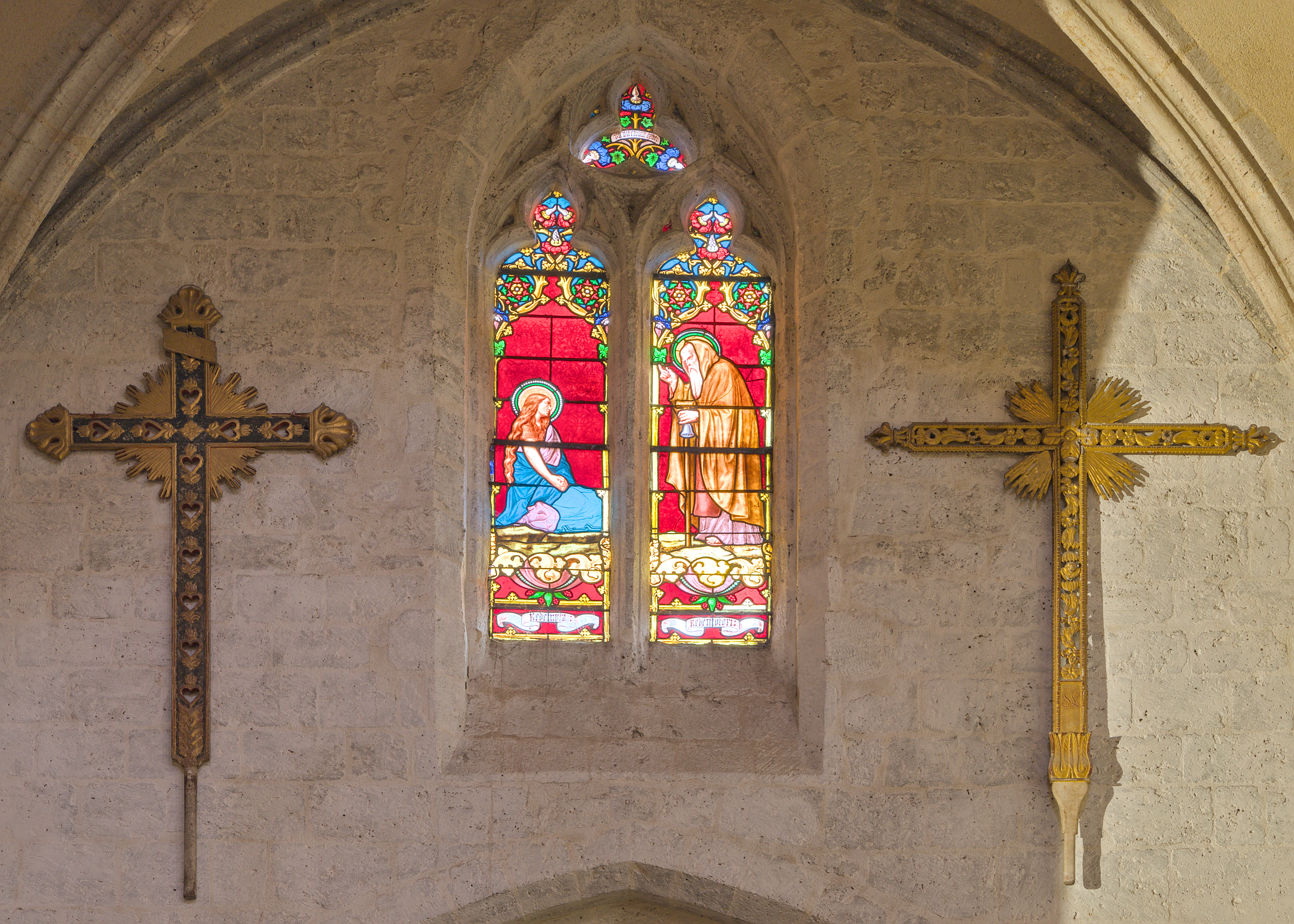
Vitrail réalisé par Joseph Villiet en 1857 (Sainte Madeleine et Saint Antoine abbé), entouré de deux croix